# Valīn Jeq
Valīn Jeq (persiska: ولین جق, Varīnjeq) är en ort i Iran.   Den ligger i provinsen Östazarbaijan, i den nordvästra delen av landet, 500 km väster om huvudstaden Teheran. Valīn Jeq ligger 1 327 meter över havet och antalet invånare är 509.
Terrängen runt Valīn Jeq är kuperad åt nordost, men åt sydväst är den platt. Runt Valīn Jeq är det ganska tätbefolkat, med 207 invånare per kvadratkilometer. Närmaste större samhälle är ‘Ajab Shīr, 4,9 km väster om Valīn Jeq. Trakten runt Valīn Jeq består i huvudsak av gräsmarker.